# سرگئی لاگوتین
سرگئی لاگوتین (روسی: Сергей Лагутин؛ زادهٔ ۱۴ ژانویهٔ ۱۹۸۱) دوچرخه‌سوار اهل ازبکستان است.
از باشگاه‌هایی که در آن رکاب زده‌است می‌توان به تیم کاتیوشا–آلپتسین، لاندباوکردیت–کولناخو، سایکل کولستروپ، تیم دوچرخه‌سواری وکانسولیل–دی‌سی‌ام و گازپروم-روس‌ولو اشاره کرد.